# Ranunculus montanus
Ranunculus montanus là một loài thực vật có hoa trong họ Mao lương. Loài này được Willd. miêu tả khoa học đầu tiên năm 1799.

## Hình ảnh

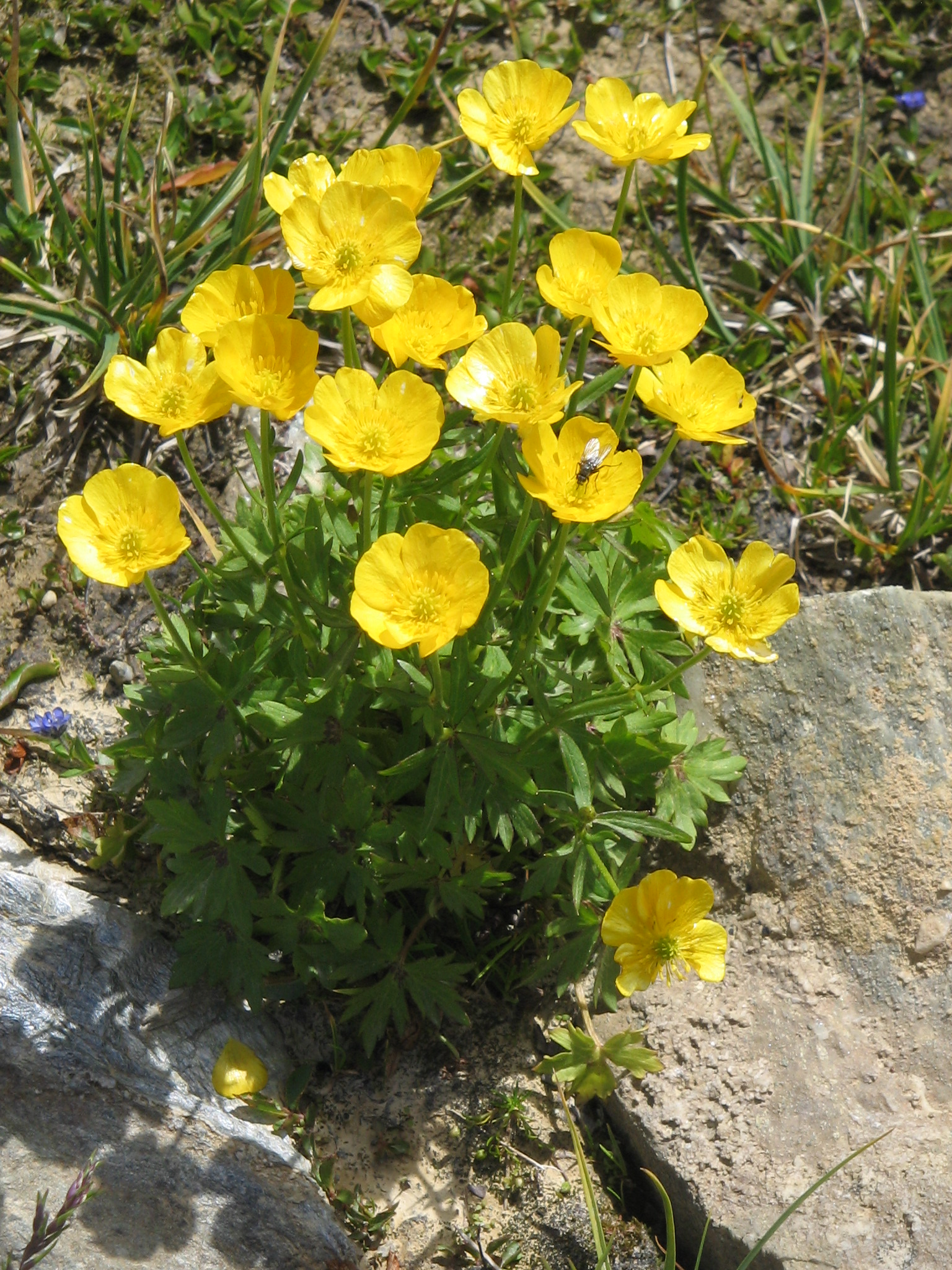
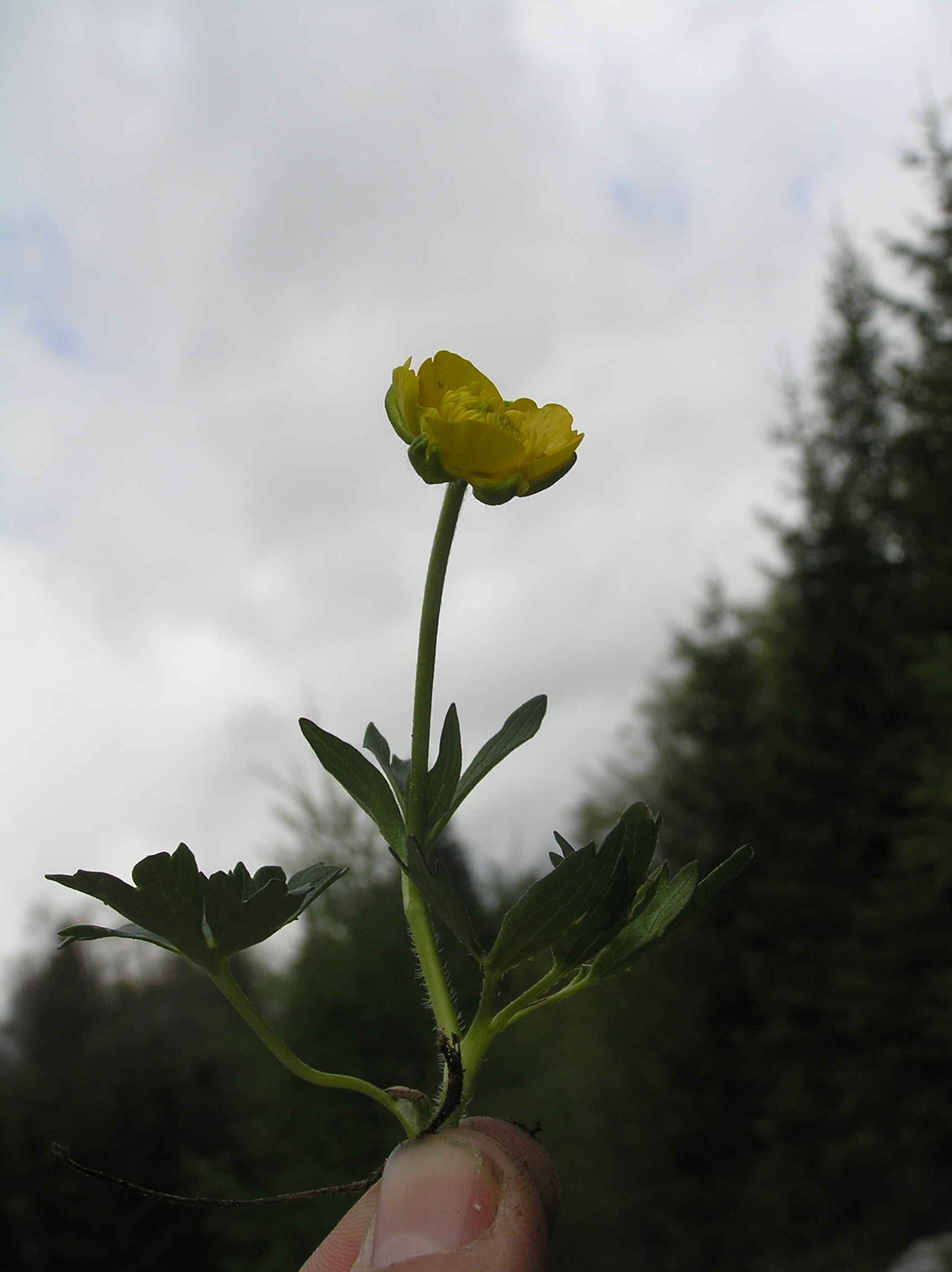
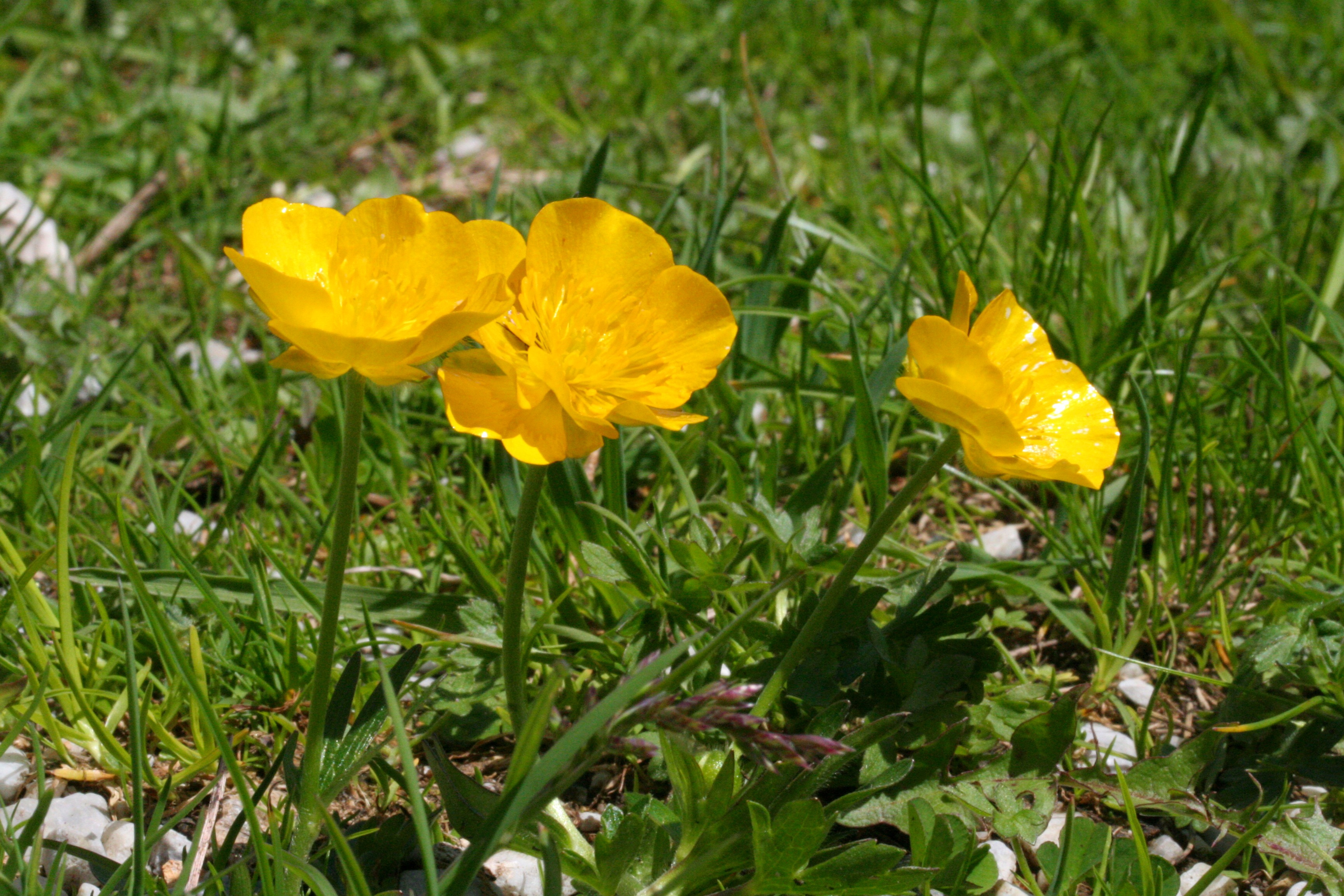
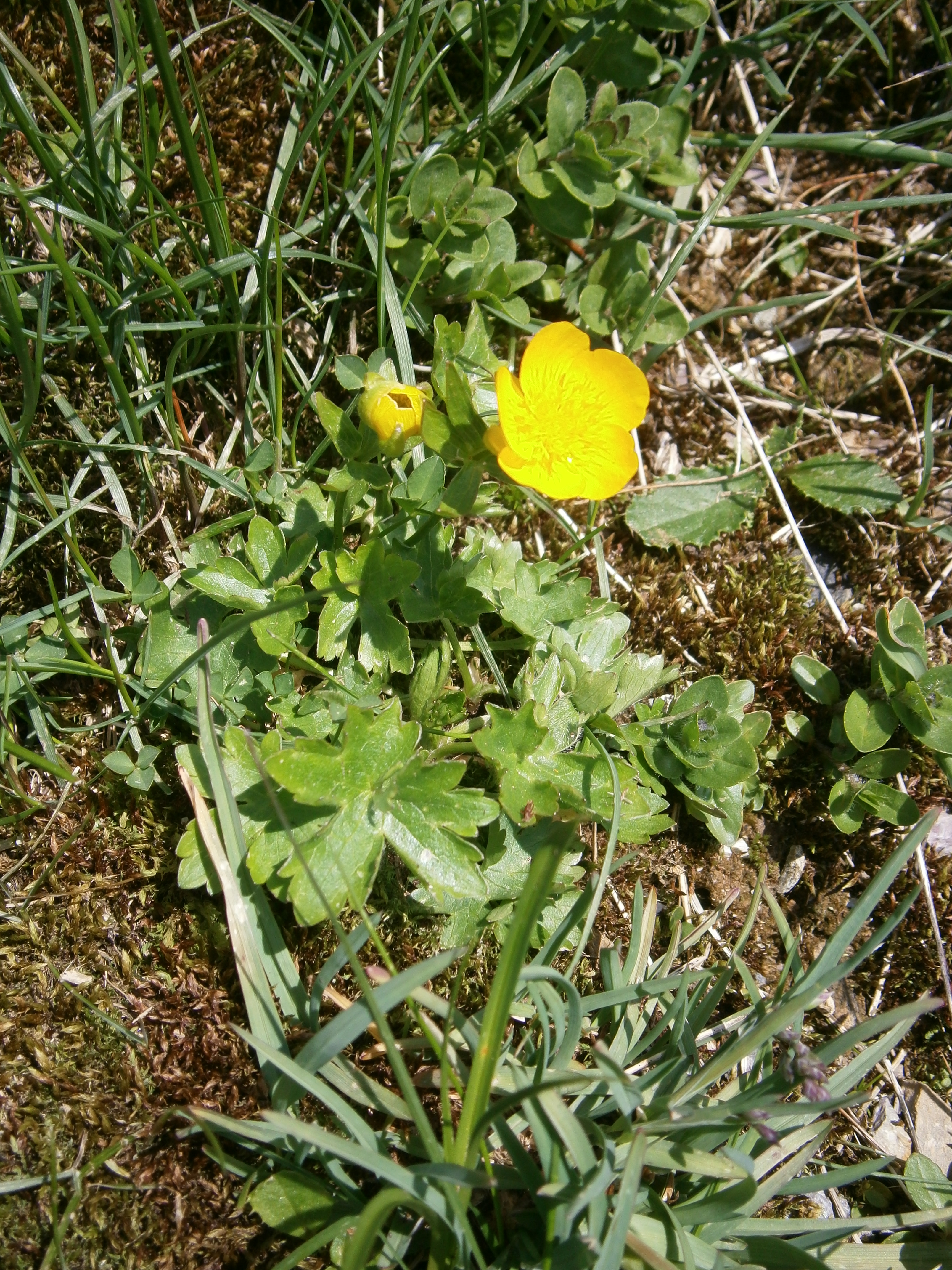